# Ruée vers l'or du canyon du Fraser

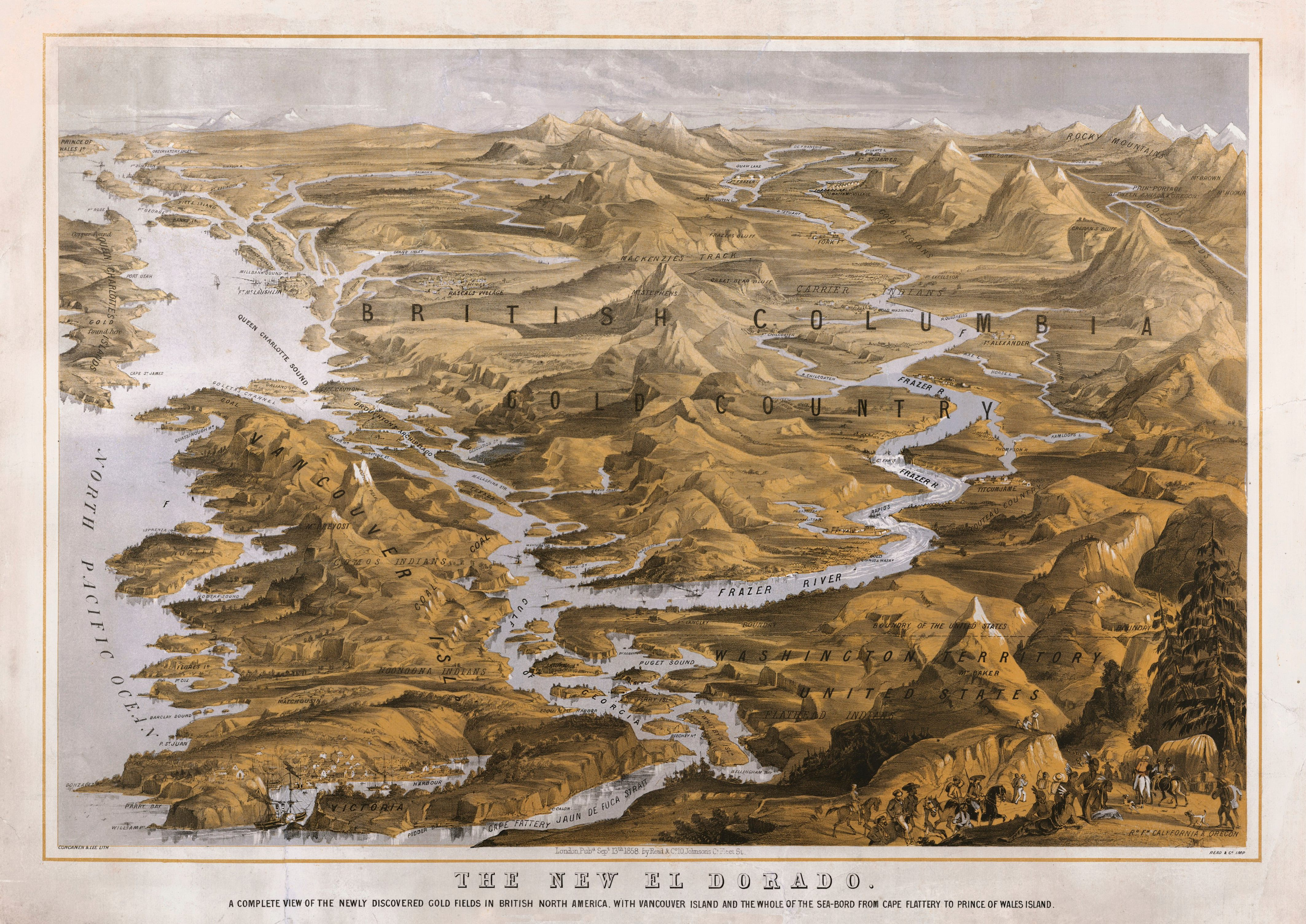
Le nouvel Eldorado: A Complete View of the Newly Discovered Goldfields.

La ruée vers l'or du fleuve Fraser (aussi appelée Ruée vers l'or du Fraser) débute en 1858 lorsque de l'or est découvert dans la rivière Thompson en Colombie-Britannique, province canadienne, au niveau de sa confluence avec la Nicoamen River. Le lieu se trouvait à quelques kilomètres en amont de la confluence de la rivière Thomson avec le fleuve Fraser au niveau de la ville de Lytton.
La ruée s'étend alors à la région centrée sur le canyon du Fraser entre les villes de Hope et de Yale jusqu'aux localités de Pavilion et Fountain.
Bien que la ruée se termine dans la région dès 1860, les chercheurs d'or se disperseront partout dans l'intérieur des terres en créant de nouvelles ruées comme la ruée vers l'or de Cariboo. La ruée est créditée d'être à l'origine de la colonisation de l'intérieur des terres de la Colombie-Britannique et elle sera un catalyseur pour la fondation de la Colonie de la Colombie-Britannique. Elle favorisera également la construction de routes et de villes dans la région. 

## Histoire

### Ruée vers l'or

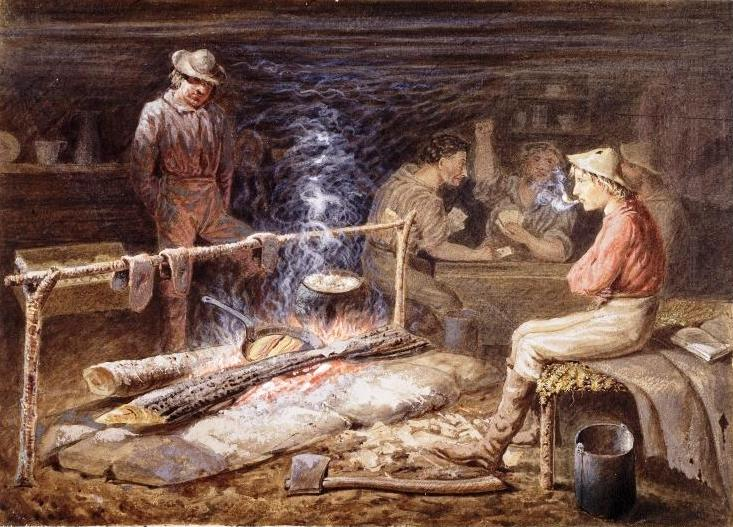
Cabanon dans la région du Fraser, The Bacon is Cooked vers 1862.

Bien que la région ait été exploitée peu de temps, la nouvelle de la découverte s'est rapidement propagée jusque San Francisco lorsque le gouverneur de la Colonie de l'île de Vancouver James Douglas envoie une cargaison d'or jusque dans l'atelier monétaire de San Francisco. Les habitants et les participants à la ruée vers l'or en Californie apprennent la nouvelle avec excitation. En moins d'un mois, 30 000 personnes arrivent dans la ville de  Victoria alors que la localité ne comptait que 500 habitants juste avant la ruée. Il s'agit du plus grand déplacement de population pour une ruée en Amérique du Nord. À l'automne, des dizaines de milliers de chercheurs n'étant pas parvenu à acheter des concessions ou ayant été dérangé par le niveau élevé de l'eau des cours d'eau, déclare que l'or dans le Fraser n'est qu'une vaste blague. Beaucoup d'entre eux retournent à San Francisco. Mais les personnes qui repartent sont quand même rapidement remplacés par des nouveaux arrivants. Ces derniers se dirigent jusqu'en haut du canyon du Fraser en empruntant diverses routes. Beaucoup arrivent dans la région en venant des terres en provenance des régions du sud aujourd'hui localisées aux États-Unis. Ces routes étaient illégales car l'autorité sur l'île de Vancouver souhaitait que les arrivants entrent dans la colonie en passant par la ville de Victoria. Le nombre exact de mineurs ayant participé à la ruée est dès lors difficile à déterminer. Alfred Waddington, un entrepreneur et créateur des pamphlets estimait qu'il y avait environ 10 500 chercheurs d'or lors du pic de la ruée seulement dans une partie de la région. Les chercheurs d'or étaient originaires du Canada, des États-Unis, de nombreux pays d'Europe (Royaume-Uni, Allemagne, France, Belgique, Scandinavie, Italie) mais aussi du Mexique ou de la Chine.

### Influence sur l'histoire de la Colombie-Britannique
Le rôle de la ruée est important dans l'histoire la création de la Colombie-Britannique. Elle poussera en effet le Royaume-Uni à fonder la colonie de Colombie-Britannique (parfois dénommée Mainland Colony) alors même que se rédigeait le traité de l'Oregon en 1846. Le gouverneur Douglas, souhaitant contrôler l'immigration dans la région, décida que l'entrée devait se faire par l'intermédiaire de la ville de Victoria. Néanmoins, des milliers d'hommes arrivaient directement sur place par les terres sans passer par l'île de Vancouver. Le gouverneur impose également une limitation de l'importation d'armes dans la région. Il profite de l'arrivée des personnes à Victoria pour les désarmer.
Durant l'automne 1858, la tension culmine entre les chercheurs d'or et les membres de la tribu amérindienne Nlaka'pamux qui vivaient dans la région depuis très longtemps. Cela conduit à la Guerre du canyon du Fraser. C'est alors que le gouverneur décide de renforcer la présence militaire britannique dans la région. Des investissements en infrastructures sont également réalisés dans la région pour sécuriser les voies d'accès à la région. En 1858, des tensions racistes apparaissent entre les mineurs blancs et les mineurs non blancs. Isaac Dixon, un afro-américain affranchi sera ainsi battu par deux hommes. Les évènements qui s'ensuivent portent le nom de Guerre de McGowan. Le gouverneur avait peur que les États-Unis profitent d'une déstabilisation de la région pour intervenir et annexer la région aurifère. Le gouverneur envoie alors le chef judiciaire Matthew Baillie Begbie, le chef de la police Chartres Brew et un contingent de l'armée pour calmer les esprits. Finalement, tout rentrera dans l'ordre sans avoir recours à la force.
Tour à tour, les localités de Lillooet, Port Douglas, Yale et Barkerville, avec près de 16 000 habitants, porteront le titre de ville la plus peuplée d'Amérique du Nord au nord de San Francisco et à l'ouest de Chicago.
En 1860, les filons aurifères du Fraser sont exploités. La plupart des mineurs s'en retournent vers les États-Unis ou poursuivent les recherches à l'intérieur des terres. De nouvelles ruées ont ainsi lieu comme celles du Rock Creek, de la Similkameen, du Wild Horse Creek ou de la Big Bend sur le fleuve Columbia. En 1860, la découverte d'or dans le Williams Creek conduit à la ruée vers l'or de Cariboo.